# 景運門
39°55′08″N 116°23′54″E / 39.918806°N 116.398228°E

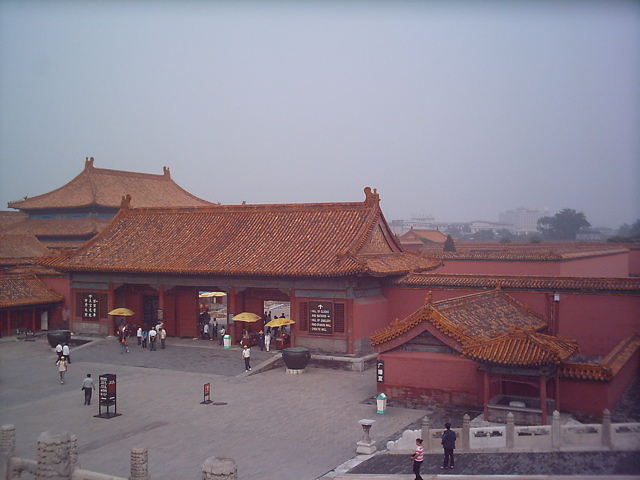
景运门内侧，自保和殿后向东北拍摄。远处左侧高大建筑为奉先殿

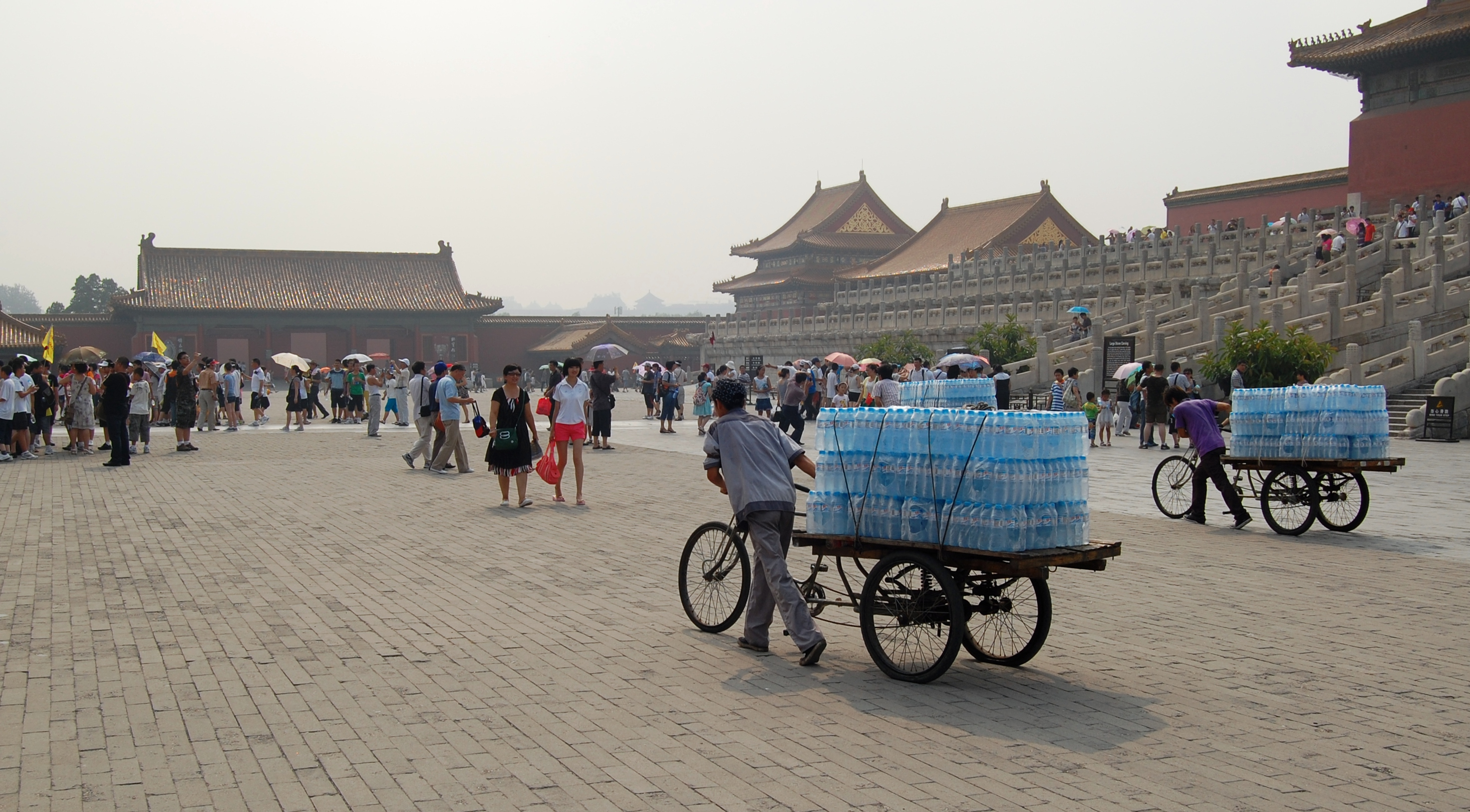
从乾清门前广场东望景运门。图中最右侧为保和殿。

景运门（穆麟德轉寫：ging yūn men），位于紫禁城乾清门前广场东侧，是紫禁城内廷与外朝东路的重要通路。

## 历史
景运门创建于明朝永乐十八年（1420年）。明朝万历二十六年（1598年）重修。清朝沿袭明朝旧制，并于顺治十二年（1655年）重修。
景运门和隆宗门都是进入乾清门前广场的通道，进可通往紫禁城外朝中路及内廷中路各处，故又被称为“禁门”。清朝自亲王以下，文职三品、武职二品以上大员及内廷行走各官所带之人，仅准到门外台阶20步以外停立，严禁擅入门内。
2014年，为消除安全隐患，建设“平安故宫”，故宫博物院拆除景运门内的彩钢房（原为故宫商店）。

## 建筑
景运门坐西朝东，和乾清门前广场西侧的隆宗门相对立，二者形制相同。景运门面阔五间，黄琉璃瓦单檐歇山顶，单昂三跴斗拱，彻上明造，梁枋绘墨线大点金旋子彩画。明间以及两次间辟作门道，门扉设在后檐金柱处。门道内外设有礓磋慢道，以方便车舆通行。
景运门内北侧是蒙古王公大臣值房以及九卿值房，南侧是奏事待漏值所。景运门外东侧是奉先殿，北侧是毓庆宫。